# Libenice
Libenice (en allemand : Libenitz) est une commune du district de Kolín, dans la région de Bohême-Centrale, en République tchèque. Sa population s'élevait à 309 habitants en 2020.

## Géographie
Libenice se trouve à 4 km au nord-nord-ouest de Kutná Hora, à 6,4 km au sud-est de Kolín et à 61 km à l'est-sud-est de Prague.
La commune est limitée par Nebovidy au nord-ouest, par Starý Kolín au nord, par Hlízov à l'est, par Kutná Hora au sud-est, par Grunta au sud, et par Miskovice et Červené Pečky à l'ouest.

## Histoire
La première mention écrite de la localité date de 1142.

## Transports
Par la route, Libenice se trouve à 6 km de Kutná Hora, à 7,3 km de Kolín et à 75 km de Prague.